# شكيمة

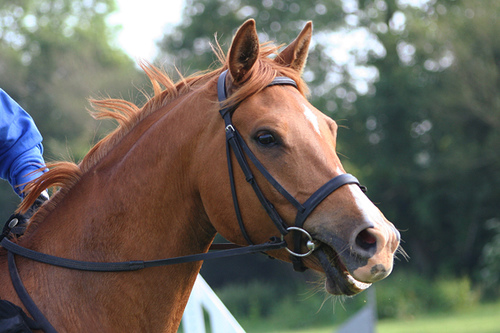
حصان يرتدي لجاماً إنجليزيًا بشكيمة، يمكن رؤية نهايتها تخرج من الفم. القطعة ليست الحلقة المعدنية.

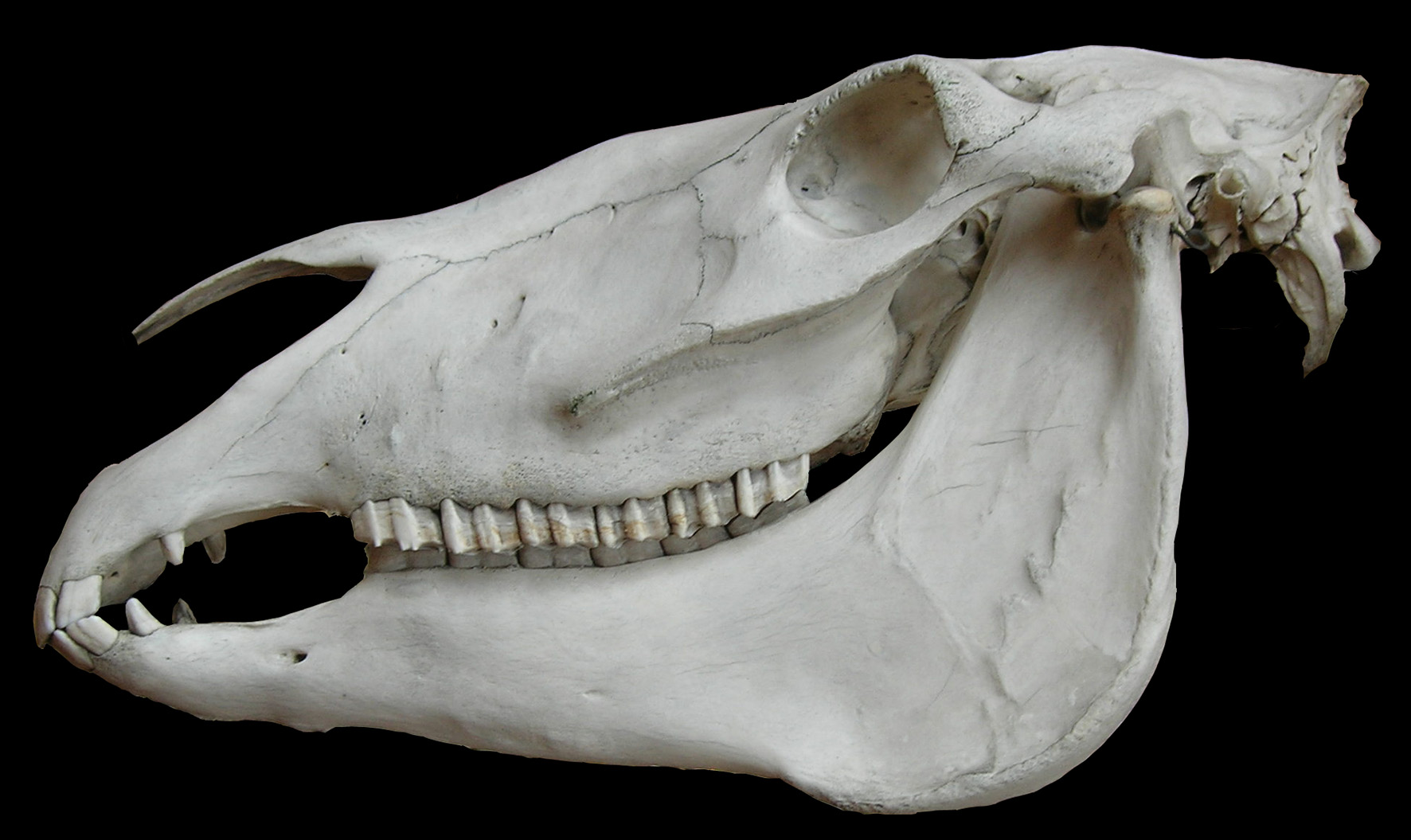
تظهر جمجمة الحصان الفجوة الكبيرة بين الأسنان الأمامية والخلفية. تجلس الشكيمة في هذه الفجوة وتمتد من جانب إلى آخر.

الشكيمة أو الحَكَمَة عنصر من عدة الفرس، وهي الحديدةُ المعترضةُ في فم الفرس. قد تشير أيضاً إلى مجموع المكونات التي تلامس فم الحصان وتتحكم فيه، فتشمل أيضاً الحلقتان ووسادتا الخدود. تعترض الشكيمة فمَ الحصان ويستقر على المنطقة الواقعة بين القواطع والأضراس حيث لا توجد أسنان. تتموضع الشكيمة على رأس الحصان بواسطة العِذاران، والذي يحتوي في حد ذاته على عدة مكونات للسماح بالتعديل الأكثر راحة لموقع البت والتحكم فيه.
تعمل الشكيمة واللجام والعنان معًا لمنح الفارس السيطرة على رأس الحصان. تضغظ الشكيمة على فم الحصان، ويعزز إشارات التحكم الأخرى من أرجل الفارس وتوزيع وزنه. يحتاج الحصان المتعلم جيداً فقط ضغط يسيرٍ على الشكيمة من الفارس الماهر. أشارت الدراسات إلى أن الاتصال الليّن والمتسق بين الفارس والحصان يسبب إجهاداً أقل للحيوان من الاتصال المتقطع أو غير المتوقع. 

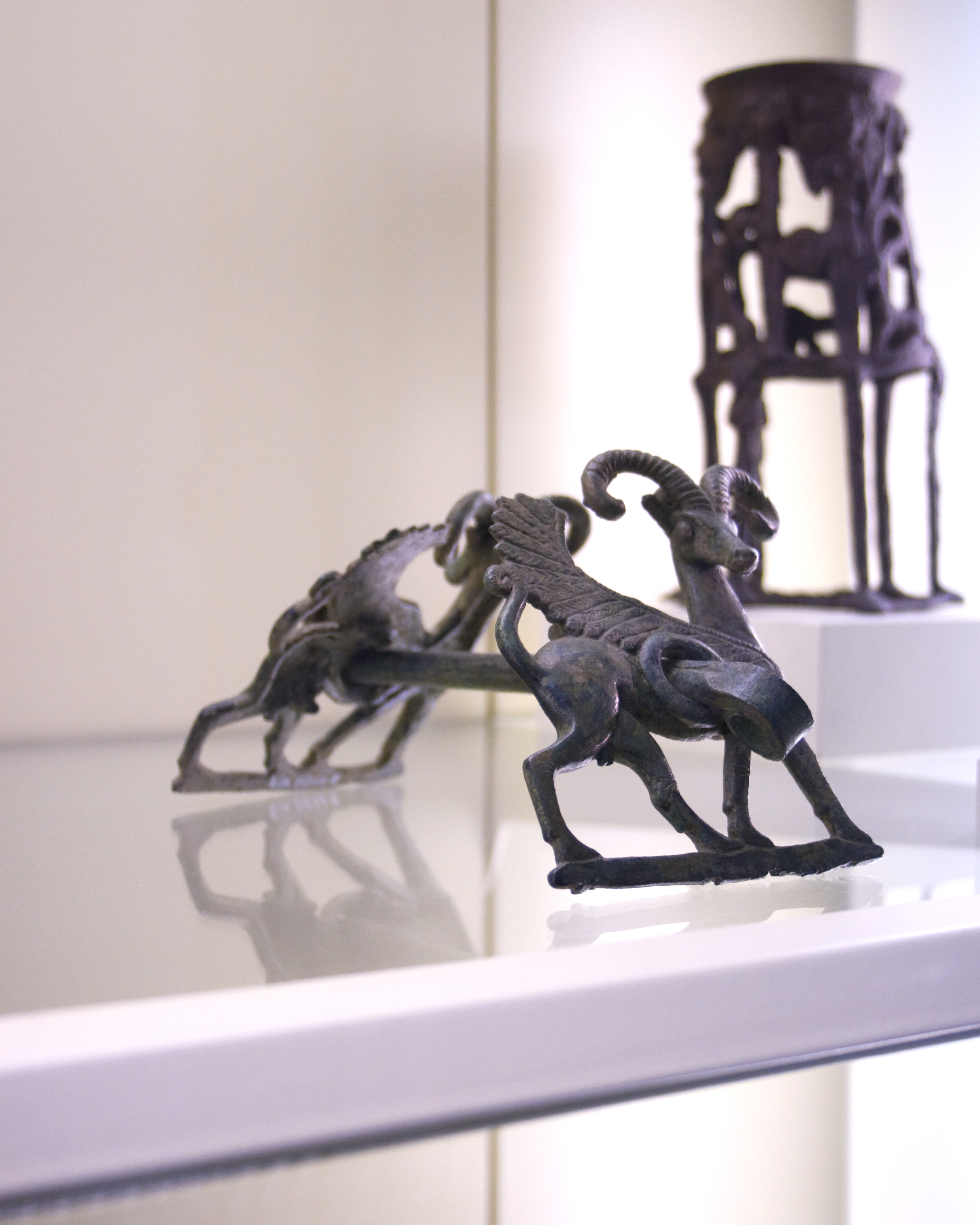
شكيمة حصان برونزية لرستان

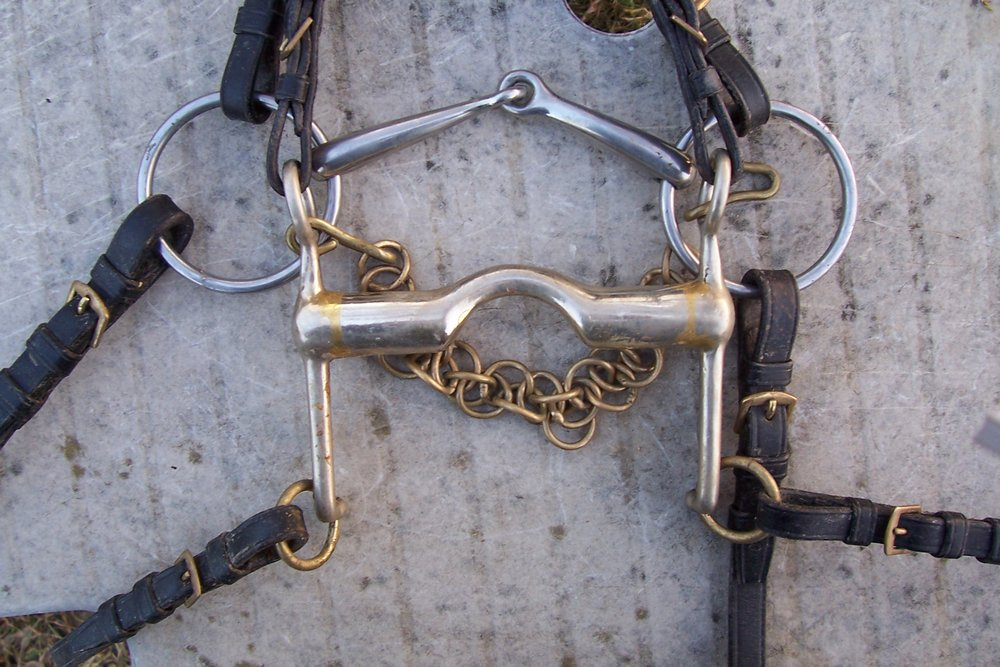
شكيمة لجام مزدوج

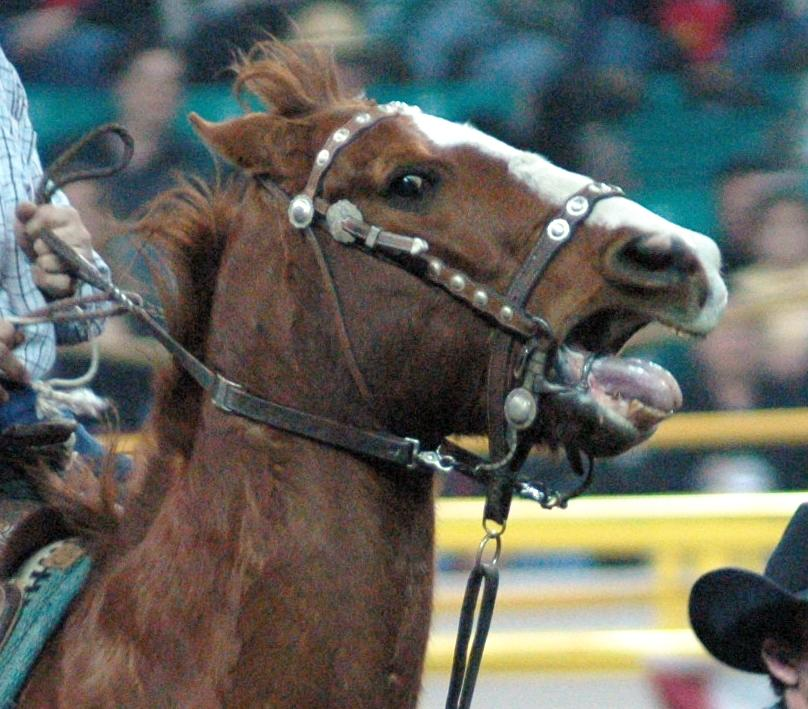
الاستخدام السيئ للشكيمة تسبب ألماً للفرس